# Уједи живота
Уједи живота (енгл. Reality Bites) филм је из 1994. који је режирао Бен Стилер, а главне улоге играју Стилер, Винона Рајдер и Итан Хок.

## Радња
Проучавајући понашање својих вршњака, Лелејна (Винона Рајдер), најбоља студенткиња на колеџу, снима документарни филм о животу након завршетка школовања.

## Улоге
| Глумац        | Улога        |
| ------------- | ------------ |
| Винона Рајдер | Лелејна      |
| Бен Стилер    | Мајкл Грејтс |
| Итан Хок      | Треј         |
| Стив Зан      | Сами         |